# 121 Kompania Czołgów Lekkich
121 Samodzielna Kompania Czołgów Lekkich – pododdział broni pancernych Wojska Polskiego w II Rzeczypospolitej.
Kompania nie występowała w organizacji pokojowej wojska. Zgodnie z planem mobilizacyjnym „W” została zmobilizowana w mobilizacji alarmowej w grupie "czarnej" 13 sierpnia 1939 roku przez 2 batalion pancerny z Żurawicy z przeznaczeniem dla 10 Brygady Kawalerii. 15 sierpnia 1939 roku osiągnęła rejon koncentracji brygady w rejonie na zachód od Krakowa.

## 121 kczl w kampanii wrześniowej

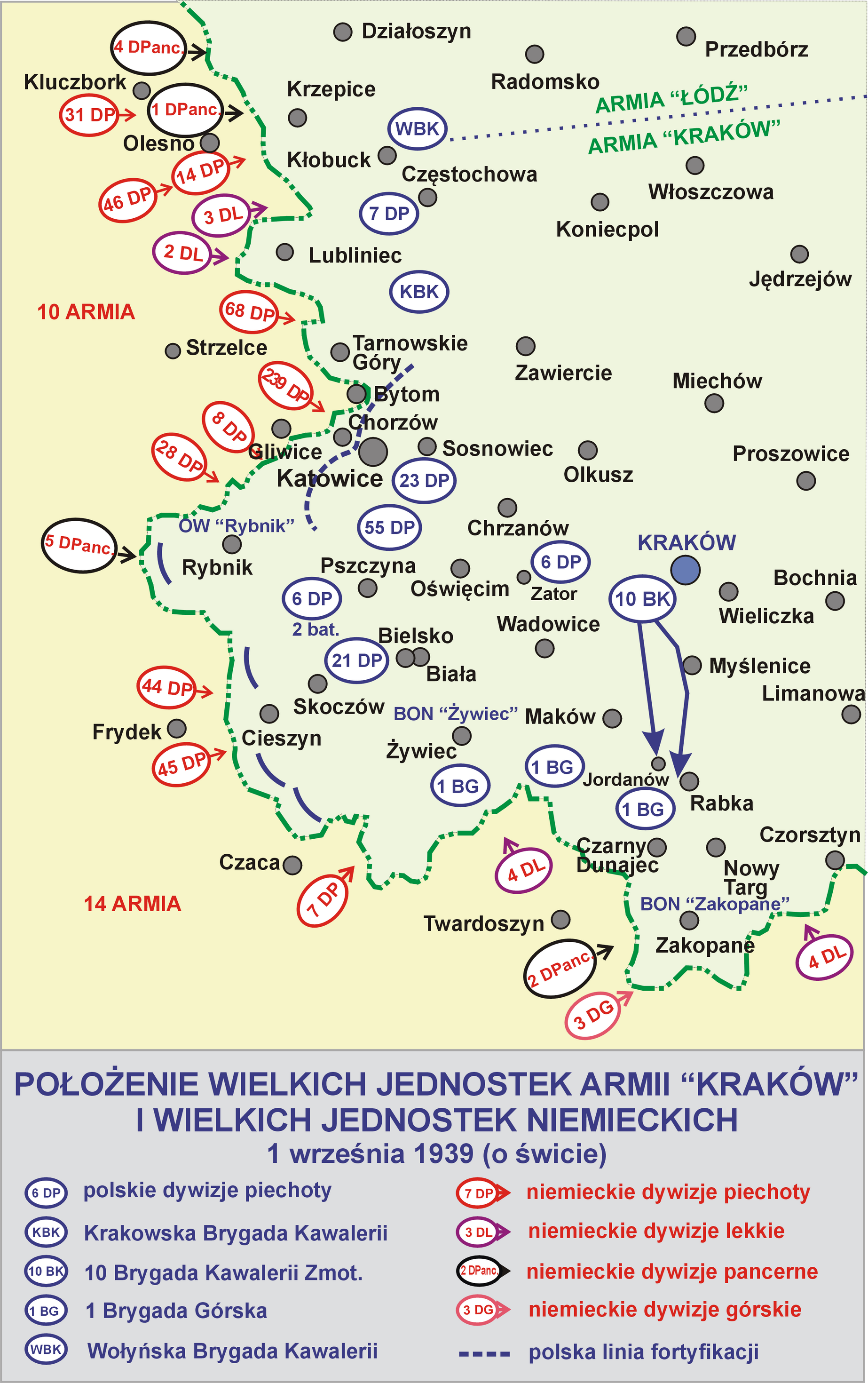
Kompania walczyła w składzie 10 Brygady Kawalerii

1 września 1939 roku kompania została skierowana do odwodu brygady, zajęła rejon w okolicach Krzeczowa. Nocą 2/3 września 121 kczl  przejechała do Tremczyna, 3 września w godzinach popołudniowych wykonała dwa kontrataki na obchodzącą lewe skrzydło obrony 10 pułku strzelców konnych, piechotę niemieckiej 2 Dywizji Pancernej. Pozwoliło to na zamknięcie przez 10 psk skrzydła brygady odwodowym szwadronem. Z uwagi na włamanie się nieprzyjaciela na wschodnie skrzydło brygady o świcie 4 września 121 kczl została przegrupowana w rejon Kasiny Wielkiej. Rano wraz ze szwadronem 24 pułku ułanów po ześrodkowaniu ognia artylerii  16 dywizjonu artylerii motorowej uderzyła na stanowiska niemieckiej piechoty górskiej ze 138 pułku strzelców górskich 3 Dywizji Górskiej w kierunku Mszany Dolnej, wykonała manewr oskrzydlający i zajęła wzgórza i wspólnie ze 101 samodzielną kompanią czołgów rozpoznawczych i ułanami odparła niemieckie kontrataki. W walkach stracono dwa Vickersy. Wieczorem pododdziały czołgów wycofały się  do rejonu wyjściowego, a stamtąd do odwodu brygady w rejonie Dobczyc. 5 września kompania dwukrotnie wykonywała kontrataki – raz pod Wiśniową wraz ze szwadronem 24 puł odtwarzając przedni skraj obrony i po raz drugi w godzinach popołudniowych – w celu zabezpieczenia skrzydła 24 puł.

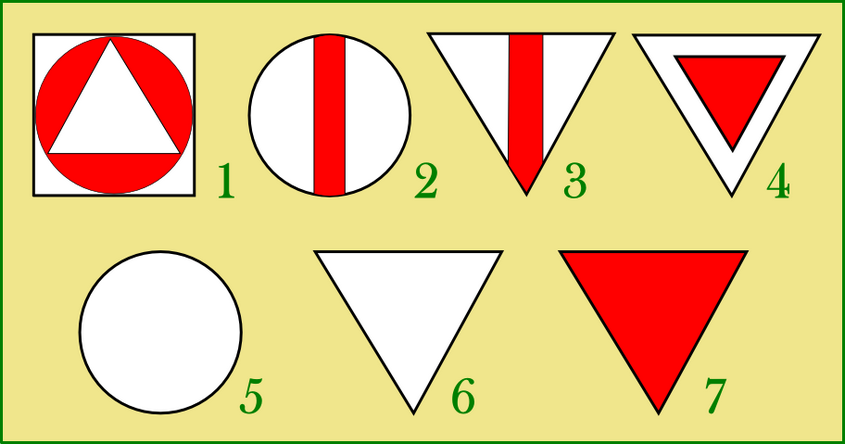
Znaki taktyczne malowane na czołgach lekkich i rozpoznawczych

6 września 121 kompania przeszła do odwodu 10 BK, wraz z 10 psk. W godzinach popołudniowych śmiałym atakiem umożliwiła wyjście z okrążenia 24 puł i wycofanie na kolejną rubież obrony. W czasie tych walk kompania straciła jeden czołg. Po południu kompania wraz z dowództwem brygady wycofała się do Dołuszyc. 7 września rano kompania ubezpieczała przeprawę przez Dunajec w Biskupicach. Pluton czołgów wraz z plutonem motocyklistów 10 psk przeprowadził rozpoznanie na kierunku Wojnicz Tarnów, wchodząc w kontakt ogniowy z  patrolami rozpoznawczymi 2 DPanc. W godzinach wieczornych brygada wycofała się przez Mielec i Kolbuszową do lasów w rejonie Głogowa Małopolskiego. W trakcie przegrupowania, z powodu braku paliwa, w lasach koło Przyłęka kompania została unieruchomiona. Straciła ona kontakt z siłami głównymi brygady i już do niej nie dołączyła.
Załogi trzech czołgów kompanii dotarły do Kolbuszowej, gdzie wieczorem 8 września ppłk Górecki (dowódca broni pancernej Armii Kraków) skierował  je w kierunku Sanu. 10 września w Zarzeczu oddał je do dyspozycji dowódcy Grupy Operacyjnej „Boruta”. Trzy dalsze unieruchomione pod Mielcem czołgi dotarły nieco później do Kolbuszowej i wzięły udział w jej obronie. 9 września zostały one zniszczone przez oddział wydzielony niemieckiej 2 DPanc w trakcie walk osłonowych na podejściach do Dzikowca, Raniżowa i lasu Weryni. Dowódca GO "Boruta", gen. bryg. Mieczysław Boruta-Spiechowicz na prośbę dowódcy 6 Dywizji Piechoty „swoje” Vickersy skierował do Ulanowa celem podniesienia morale żołnierzy dywizji. 12 września czołgi wraz z 6 DP przeszły na prawy brzeg Tanwi i zatrzymały się na postój we wsi Sól koło Biłgoraju. 13 września przydzielono je do 21 Dywizji Piechoty Górskiej, mającej otworzyć wojskom drogę na wschód do Lwowa. Pluton 121 kczl, jako straż tylna, ubezpieczał odwrót dywizji. Postój nocny 14/15 września zorganizowano w okolicach Cewkowa, gdzie uzupełniono paliwo uzyskane ze zniszczonych samochodów pancernych oraz ze zdobytej niemieckiej kolumny zaopatrzeniowej. 15 września zorganizowano zasadzki przeciwpancerne w głębi obrony 21 DPG, a w dniu następnym wraz ze zbiorczym batalionem 3 psp czołgi osłaniały sztab dywizji. W okolicach wsi Koziejówka koło Ułazowa sztab dywizji wpadł w zasadzkę zorganizowaną przez pododdział niemieckiej 28 DP. W walkach jeden czołg został zniszczony, a dwa pozostałe wraz z 300 jeńcami dostały się w ręce Niemców podczas kapitulacji zarządzonej po śmierci gen. Józefa Kustronia.

## Obsada personalna

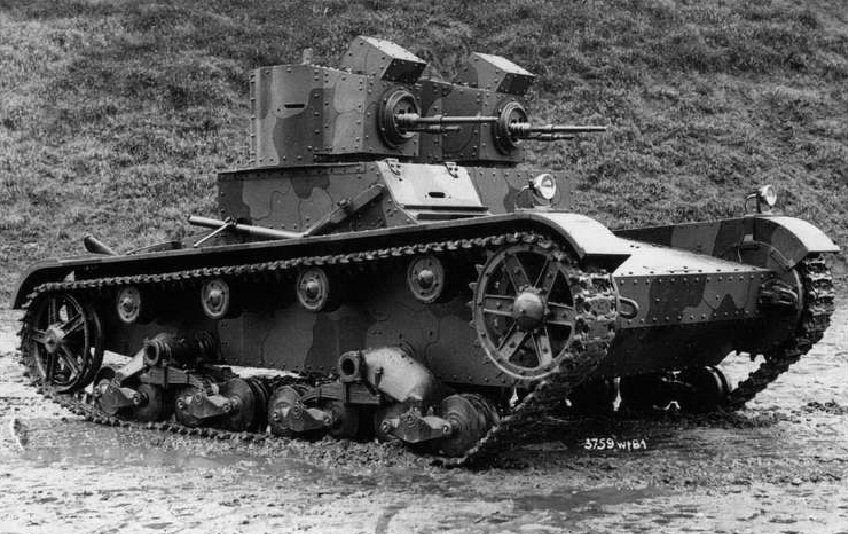
czołg – Vickers E

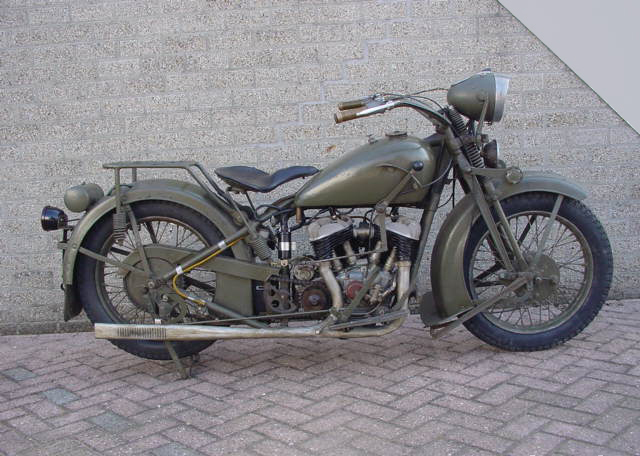
Motocykl Sokół 1000

- dowódca kompanii – por. Stanisław Rączkowski[5]
- oficer techniczny – kpt. Jan Pisch
- dowódca plutonu  – sierż. pchor. Michał Łukaszewicz[5]

Stan osobowy: 4 oficerów i 110 szeregowych.

## Skład i etat kompanii
- dowództwo:

1 oficer, 11 podoficerów, 13 szeregowych,
12 pistoletów, 1 rkm, 13 karabinków,
1 samochód terenowym, 1 czołg Vickers E, 3 motocykle z koszem, 2 motocykle, 1 samochód terenowy z radiostacją, 1 sanitarka, 1 furgonetka,
- trzy plutony czołgów w każdym po:

1 oficer, 7 podoficerów, 12 szeregowych,
17 pistoletów, 3 karabinki,
5 czołgów Vickers E, 1 motocykl z koszem, 1 samochód półgąsienicowy, 1 przyczepa paliwowa,
- pluton techniczno-gospodarczy

9 podoficerów, 20 szeregowych,
10 pistoletów, 19 karabinków,
1 motocykl z koszem, 1 cysterna, 5 samochodów ciężarowych, 1 kuchnia-polowa, 1 przyczepa paliwowa,
Razem w kompanii:
- 16 czołgów lekkich Vickers,
- 1 samochód terenowy,
- 5 samochodów ciężarowych,
- 1 cysterna,
- 1 furgonetka,
- 1 samochód terenowy z radiostacją,
- 1 sanitarka,
- 3 samochody półgąsienicowe,
- 7 motocykli z koszem,
- 2 motocykle,